# 1958년 일본 프로 야구 올스타전
1958년 일본 프로 야구 올스타전은 1958년 7월 27일과 7월 29일에 열린 일본 프로 야구의 올스타전 경기이다.

## 출장 선수
| 센트럴 리그 | 센트럴 리그       | 센트럴 리그 | 센트럴 리그 |
| ----------- | ----------------- | ----------- | ----------- |
| 감독        | 미즈하라 노부시게 | 요미우리    |             |
| 코치        | 다나카 요시오     | 오사카      |             |
| 코치        | 시라이시 가쓰미   | 히로시마    |             |
| 투수        | 가네다 마사이치   | 고쿠테쓰    | 8           |
| 투수        | 후지타 모토시     | 요미우리    | 2           |
| 투수        | 고야마 마사아키   | 오사카      | 3           |
| 투수        | 하세가와 료헤이   | 히로시마    | 7           |
| 투수        | 아키야마 노보루   | 다이요      | 3           |
| 투수        | 오야네 히로오미   | 주니치      | 첫 출장     |
| 투수        | 무라타 겐이치     | 고쿠테쓰    | 첫 출장     |
| 투수        | 스즈키 다카시     | 다이요      | 첫 출장     |
| 포수        | 후지오 시게루     | 요미우리    | 3           |
| 포수        | 도이 기요시       | 다이요      | 3           |
| 포수        | 야마모토 데쓰야   | 오사카      | 첫 출장     |
| 1루수       | 가와카미 데쓰하루 | 요미우리    | 8           |
| 2루수       | 이노우에 노보루   | 주니치      | 3           |
| 3루수       | 나가시마 시게오   | 요미우리    | 첫 출장     |
| 유격수      | 요시다 요시오     | 오사카      | 5           |
| 내야수      | 후지이 히로무     | 히로시마    | 2           |
| 내야수      | 히로오카 다쓰로   | 요미우리    | 5           |
| 내야수      | 미야케 히데시     | 오사카      | 2           |
| 내야수      | 하코다 준         | 고쿠테쓰    | 3           |
| 외야수      | 다미야 겐지로     | 오사카      | 4           |
| 외야수      | 요나미네 가나메   | 요미우리    | 7           |
| 외야수      | 미야모토 도시오   | 요미우리    | 3           |
| 외야수      | 사카자키 가즈히코 | 요미우리    | 첫 출장     |
| 외야수      | 오쓰 아쓰시       | 오사카      | 2           |
| 외야수      | 히라야마 사토시   | 히로시마    | 2           |

| 퍼시픽 리그 | 퍼시픽 리그       | 퍼시픽 리그 | 퍼시픽 리그 |
| ----------- | ----------------- | ----------- | ----------- |
| 감독        | 미하라 오사무     | 니시테쓰    |             |
| 코치        | 야마모토 가즈토   | 난카이      |             |
| 코치        | 후지모토 사다요시 | 한큐        |             |
| 투수        | 스기우라 다다시   | 난카이      | 첫 출장     |
| 투수        | 이나오 가즈히사   | 니시테쓰    | 2           |
| 투수        | 가지모토 다카오   | 한큐        | 4           |
| 투수        | 가와무라 히사후미 | 니시테쓰    | 5           |
| 투수        | 도바시 마사유키   | 도에이      | 첫 출장     |
| 투수        | 니시다 도루       | 도에이      | 첫 출장     |
| 투수        | 요네다 데쓰야     | 한큐        | 2           |
| 포수        | 노무라 가쓰야     | 난카이      | 2           |
| 포수        | 와다 히로미       | 니시테쓰    | 2           |
| 포수        | 야마시타 다케시   | 한큐        | 2           |
| 1루수       | 스탠리 하시모토   | 도에이      | 첫 출장     |
| 2루수       | R. 바본           | 한큐        | 첫 출장     |
| 3루수       | 나카니시 후토시   | 니시테쓰    | 6           |
| 유격수      | 가쓰라기 다카오   | 다이마이    | 2           |
| 내야수      | 에노모토 기하치   | 다이마이    | 4           |
| 내야수      | 도요다 야스미쓰   | 니시테쓰    | 4           |
| 내야수      | 히로세 요시노리   | 난카이      | 첫 출장     |
| 내야수      | 고다마 아키토시   | 긴테쓰      | 2           |
| 외야수      | 스기야마 고헤이   | 난카이      | 2           |
| 외야수      | 세키구치 세이지   | 니시테쓰    | 4           |
| 외야수      | J. 라드라         | 도에이      | 첫 출장     |
| 외야수      | 하세가와 시게오   | 난카이      | 첫 출장     |
| 외야수      | 야토 다카오       | 다이마이    | 첫 출장     |
| 외야수      | 부스지마 쇼이치   | 도에이      | 3           |
| 외야수      | 야마우치 가즈히로 | 다이마이    | 5           |

- 굵은 글씨는 팬 투표로 선출된 선수.
  - 가와무라(니시테쓰), 야마시타(한큐) 등은 2경기 모두 출전 기회가 없었다.[2]

## 올스타전 경기 결과

### 1차전

#### 스코어
| 팀 | 1 | 2 | 3 | 4 | 5 | 6 | 7 | 8 | 9 | R | H | E |
| 센트럴 | 1 | 2 | 1 | 1 | 0 | 0 | 0 | 0 | 0 | 5 | 9 | 0 |
| 퍼시픽 | 0 | 1 | 1 | 0 | 0 | 0 | 0 | 0 | 0 | 2 | 4 | 1 |
| 승리 투수: 고야마 마사아키(오사카) 패전 투수: 스기우라 다다시(난카이) 홈런: 퍼시픽 – 에노모토 기하치(다이마이·3회 1점) |   |   |   |   |   |   |   |   |   |   |   |   |

#### 출장 선수
| 센트럴 | 센트럴 | 센트럴            |
| 타순   | 수비   | 선수              |
| ------ | ------ | ----------------- |
| 1      | (三)   | 나가시마 시게오   |
| 2      | (유)   | 요시다 요시오     |
| 3      | (중)   | 다미야 겐지로     |
| 4      | (우)   | 미야모토 도시오   |
| 5      | (一)   | 가와카미 데쓰하루 |
| 6      | (좌)   | 요나미네 가나메   |
| 7      | (二)   | 이노우에 노보루   |
| 8      | (포)   | 야마모토 데쓰야   |
| 9      | (투)   | 고야마 마사아키   |

| 퍼시픽 | 퍼시픽 | 퍼시픽          |
| 타순   | 수비   | 선수            |
| ------ | ------ | --------------- |
| 1      | (二)   | R. 바본         |
| 2      | (一)   | 에노모토 기하치 |
| 3      | (우)   | 스기야마 고헤이 |
| 4      | (포)   | 노무라 가쓰야   |
| 5      | (三)   | 가쓰라기 다카오 |
| 6      | (좌)   | 세키구치 세이지 |
| 7      | (중)   | 하세가와 시게오 |
| 8      | (유)   | 히로세 요시노리 |
| 9      | (투)   | 스기우라 다다시 |

#### 수상 선수
MVP
- 미야모토 도시오(요미우리)

### 2차전

#### 스코어
| 팀 | 1 | 2 | 3 | 4 | 5 | 6 | 7 | 8 | 9 | R | H  | E |
| 퍼시픽 | 1 | 0 | 0 | 5 | 0 | 0 | 1 | 0 | 1 | 8 | 13 | 2 |
| 센트럴 | 0 | 0 | 0 | 0 | 0 | 1 | 0 | 1 | 1 | 3 | 6  | 0 |
| 승리 투수: 요네다 데쓰야(한큐) 패전 투수: 후지타 모토시(요미우리) 홈런: 퍼시픽 – 나카니시 후토시(니시테쓰·4회 3점), 고다마 아키토시(긴테쓰·9회 1점) |   |   |   |   |   |   |   |   |   |   |    |   |

#### 출장 선수
| 퍼시픽 | 퍼시픽 | 퍼시픽            |
| 타순   | 수비   | 선수              |
| ------ | ------ | ----------------- |
| 1      | (유)   | 도요다 야스미쓰   |
| 2      | (우)   | 스기야마 고헤이   |
| 3      | (三)   | 가쓰라기 다카오   |
| 4      | (포)   | 노무라 가쓰야     |
| 5      | (一)   | 에노모토 기하치   |
| 6      | (중)   | 야마우치 가즈히로 |
| 7      | (좌)   | 세키구치 세이지   |
| 8      | (二)   | R. 바본           |
| 9      | (투)   | 요네다 데쓰야     |

| 센트럴 | 센트럴 | 센트럴          |
| 타순   | 수비   | 선수            |
| ------ | ------ | --------------- |
| 1      | (三)   | 나가시마 시게오 |
| 2      | (유)   | 히로오카 다쓰로 |
| 3      | (중)   | 다미야 겐지로   |
| 4      | (우)   | 미야모토 도시오 |
| 5      | (一)   | 후지이 히로무   |
| 6      | (二)   | 이노우에 노보루 |
| 7      | (좌)   | 히라야마 사토시 |
| 8      | (포)   | 후지오 시게루   |
| 9      | (투)   | 후지타 모토시   |

#### 수상 선수
MVP
- 나카니시 후토시(니시테쓰)

## 같이 보기
- 일본 야구 기구
- 일본 프로 야구 올스타전